# Matthias Griebel
Matthias „Matz“ Griebel (* 5. Februar 1937 in Dresden) ist ein deutscher Heimatforscher und vormaliger Direktor des Stadtmuseums Dresden.

## Leben
Der Sohn des Dresdner Malers Otto Griebel wuchs in einer künstlerisch-liberalen Umgebung auf, bis 1945 am Fürstenplatz (heute Fetscherplatz), dann in Dresden-Loschwitz. Seine Familie überlebte bei  den Luftangriffen auf Dresden die Bombennacht des 13. Februar 1945.
Er machte von 1951 bis 1953 eine Ausbildung zum Landwirt, besuchte anschließend Fachschulen in Kamenz und Zug und legte 1956 das Staatsexamen zum staatlich geprüften Landwirt ab. In Dresden und Brandenburg arbeitete er danach als landwirtschaftlicher Referent und Planungsleiter.
Ab 1967 engagierte sich Griebel als Texter und Kabarettist in der Dresdner Herkuleskeule. Von 1969 bis 1989 zog er im Juli jeden Jahres mit Wasja Götze, den er seit 1966 kannte, als „wandernder Schauspieler“ durch die südliche DDR. Das Duo trat in Kneipen und auf Kleinbühnen mit großem Erfolg auf. Während sein Vater von den Nationalsozialisten verfolgt worden war, stand Griebel als unangepasster Bohemien selbst unter Beobachtung durch die Stasi. Seit den 1970er Jahren verdiente er seinen Lebensunterhalt als Lager- und Hilfsarbeiter, um nicht unter den so genannten Asozialenparagraph 249 des DDR-Strafgesetzbuches zu fallen. Nebenbei studierte er als Autodidakt und auf Basis der von seinem Vater erworbenen Kenntnisse die Dresdner Stadtgeschichte.
Im Jahr 1986 veröffentlichte er als Herausgeber die unter dem Titel „Ich war ein Mann der Straße“ erschienenen Lebenserinnerungen seines Vaters. Ebenfalls um diese Zeit begann er mit Stadtführungen und Vortragstätigkeiten in Dresden.
Am 1. September 1990 wurde Griebel zum Direktor des Dresdner Stadtmuseums berufen. Diese Stelle hatte er bis zum 5. März 2002 inne. In den zwölf Jahren seiner Amtszeit konnte Griebel den Bestand des Stadtmuseums erheblich ausbauen. Durch seine volksnahe Art – markantes äußeres Kennzeichen ist sein Backenbart – wurde er als Dresdner Original stadtbekannt.
1995 wurde ihm das Bundesverdienstkreuz am Bande verliehen.
Griebel ist in verschiedenen Vereinen ehrenamtlich tätig, z. B. Ehrenvorsitzender des Landesvereins Sächsischer Heimatschutz, und (Mit-)Herausgeber einiger regionalgeschichtlicher Werke, zum Beispiel über den Fotografen August Kotzsch. Nach seiner Pensionierung beschäftigt er sich mit der Edition des Nachlasses seines Vaters.
Griebel lebt in Dresden-Loschwitz im ehemaligen Verwaltungsgebäude des Weidner-Sanatoriums.